# Hymenomima schisticolor
Hymenomima schisticolor là một loài bướm đêm trong họ Geometridae.